# 岩元市三
岩元 市三（いわもと いちぞう、1947年10月30日 - ）は、日本中央競馬会 (JRA) 栗東トレーニングセンターに所属していた元調教師、元騎手。
騎手としてバンブーアトラスで東京優駿（日本ダービー）、ラフオンテースで阪神3歳ステークスなどに優勝し、調教師として顕彰馬・テイエムオペラオーを管理した。2000年度JRA賞最多賞金獲得調教師。

## 来歴

### 騎手時代
1947年、鹿児島県にて4人兄妹の長男として出生。小学6年生時に父を亡くした岩元は、母子家庭の長男という自覚から中学卒業後、集団就職により大阪・天六の花屋で働く。社会人ながら当時150cmにも満たない小柄な体躯であり、このハンデを活かせる仕事はないかと模索していた岩元は友人に誘われ園田競馬場へと赴いた際、「あの（騎手の）仕事は自分に向いているんじゃないか」と騎手稼業を意識し始め、後に競馬新聞社に騎手になる方法を尋ねるといった行動も起こしている。
やがて18歳となった岩元は同じ鹿児島出身の騎手が所属する布施正厩舎を訪ね弟子入りを志願。一度は「定職に就いているし、馬に乗ったこともない。やめときなさい」と断られたものの、騎手への思いを捨てきれない岩元は、布施の元を再度訪問し弟子入りを認められる。短期講習生の下乗り騎手として布施に師事することとなった岩元は入門して7年後の1974年に騎手デビュー、この時既に27歳という苦労人であった。その2年後には布施の次女との結婚を許され、岩元は布施の義理の息子となっている。
デビュー初年度より順調に勝ち鞍を積み重ねた岩元は1977年の中日新聞杯をキングラナークで制し重賞初勝利。以来、ラフオンテースとのコンビで重賞5勝を挙げるなど、騎手として生涯所属した布施厩舎の馬を中心に中央競馬の重賞競走で29勝を記録。八大競走は1982年の東京優駿（日本ダービー）をバンブーアトラスで制している。
1989年2月調教師免許の取得に伴い現役を引退、騎手成績は通算4917戦578勝。ファンや関係者・マスコミからは、しつこくライバル馬相手に喰らいつく手綱さばきから「マムシ」と渾名され、人柄からか「市っちゃん（いっちゃん）」「いっつあん」と親しみを持って呼ばれ、インタビューや取材時の独特の語り口は「市っちゃん節」と呼ばれ人気があった。

### 調教師時代
同年11月、調教師・夏村辰男の死去に伴う厩舎の解散により、施設を引き継ぐ形で岩元市三厩舎を開業。初出走は同年12月2日、阪神競馬第8競走のアールカップで9着、初勝利は翌1990年1月15日、京都競馬第2競走のミヤジペガサスで挙げた（延べ14頭目）。同年の小倉3歳ステークスをテイエムリズムで制して重賞初勝利を挙げた。
1996年より2010年まで和田竜二が所属騎手となっていた。1999年の皐月賞を和田騎乗のテイエムオペラオーで制し、岩元の調教師としてのJRAGI初勝利と共に和田のGI初勝利を飾っている。2000年には同馬がGI競走を次々と制して8戦無敗という成績でシーズンを終え、この年最多獲得賞金調教師のタイトルを獲得した。
冠名「テイエム」を使用する垂水町（現・垂水市）出身の馬主・竹園正繼は幼馴染で、岩元がバンブーアトラスで勝った東京優駿（日本ダービー）の勝利騎手インタビューを偶然見たことがきっかけで馬主になったという逸話がある。それゆえ、中央競馬に所属している競走馬は、多くの所有馬を岩元厩舎に預託している。
2018年2月28日付けで定年の為、調教師を引退することになった。

## 騎手成績
| 通算成績 | 1着 | 2着 | 3着 | 4着以下 | 騎乗回数 | 勝率 | 連対率 |
| -------- | --- | --- | --- | ------- | -------- | ---- | ------ |
| 平地     | 578 | 557 | 514 | 3,263   | 4,912    | .118 | .231   |
| 障害     | 0   | 0   | 0   | 0       | 5        | .000 | .000   |
| 計       | 578 | 557 | 514 | 3,263   | 4,917    | .118 | .231   |

|            | 日付           | 競走名     | 馬名           | 頭数 | 人気 | 着順 |
| ---------- | -------------- | ---------- | -------------- | ---- | ---- | ---- |
| 初騎乗     | 1974年3月2日   | -          | レイクビレン   | -    | -    | 3着  |
| 初勝利     | 1974年4月7日   | -          | スマッシャー   | -    | -    | 1着  |
| 重賞初騎乗 | 1974年7月28日  | 北九州記念 | タイバブー     | 9頭  | 7    | 7着  |
| 重賞初勝利 | 1977年2月6日   | 中日新聞杯 | キングラナーク | 15頭 | 7    | 1着  |
| GI級初騎乗 | 1976年11月14日 | 菊花賞     | キングラナーク | 21頭 | 21   | 18着 |
| GI級初勝利 | 1979年12月9日  | 阪神3歳S   | ラフオンテース | 11頭 | 1    | 1着  |

- 全国リーディング最高5位（73勝・1984年）
- 重賞競走29勝（うちGI級競走2勝）

### 主な騎乗馬
※括弧内は岩元騎乗時の優勝重賞競走、太字はGI級競走。
- キングラナーク（1977年中日新聞杯 1978年中京記念、大阪杯）
- スリーファイヤー（1978年阪急杯、金鯱賞 1979年中日新聞杯、北九州記念）
- ネーハイジェット（1979年きさらぎ賞、神戸新聞杯）
- ラフオンテース（1979年阪神3歳ステークス、デイリー杯3歳ステークス 1981年北九州記念、小倉大賞典、朝日チャレンジカップ）
- マリージョーイ（1980年金鯱賞）
- バンブーアトラス（1982年東京優駿）
- シンブラウン（1983年・1984年阪神大賞典）

その他
- サクラユタカオー
- スダホーク
- ダイナアクトレス
- ダイナフェアリー
- バンブービギン

## 調教師成績
|            | 日付          | 競馬場・開催  | 競走名       | 馬名               | 頭数 | 人気 | 着順 |
| ---------- | ------------- | ------------- | ------------ | ------------------ | ---- | ---- | ---- |
| 初出走     | 1989年12月2日 | 5回阪神1日8R  | 3歳上400万下 | アールカップ       | 10頭 | 10   | 9着  |
| 初勝利     | 1990年1月15日 | 1回京都6日2R  | 3歳未勝利    | ミヤジペガサス     | 12頭 | 3    | 1着  |
| 重賞初出走 | 1990年1月28日 | 1回阪神2日11R | 京都牝馬特別 | ファンドリポポ     | 14頭 | 8    | 11着 |
| 重賞初勝利 | 1990年9月2日  | 3回小倉8日11R | 小倉3歳S     | テイエムリズム     | 13頭 | 8    | 1着  |
| GI初出走   | 1991年4月7日  | 3回京都6日10R | 桜花賞       | テイエムリズム     | 18頭 | 18   | 14着 |
| GI初勝利   | 1999年4月18日 | 3回中山8日11R | 皐月賞       | テイエムオペラオー | 17頭 | 5    | 1着  |

- 重賞競走32勝（うちGI競走7勝）

## 主な管理馬
※太字はGI級競走。
- テイエムリズム（1990年小倉3歳ステークス）
- ファンドリポポ（1990年朝日チャレンジカップ）
- シンホリスキー（1991年スプリングステークス、きさらぎ賞、中京障害ステークス・春）
- グランドシンゲキ（1993年 アーリントンカップ）
- ポレール（1996年中山大障害・春、中山大障害・秋、東京障害特別・春、阪神障害ステークス・秋 1997年中山大障害・春）
- サージュウェルズ（1996年ステイヤーズステークス）
- テイエムトップダン（1997年毎日杯）
- テイエムオペラオー（1999年毎日杯、皐月賞 2000年京都記念、阪神大賞典、天皇賞（春）、宝塚記念、京都大賞典、天皇賞（秋）、ジャパンカップ、有馬記念　2001年天皇賞（春）、京都大賞典）
- ポートブライアンズ（1999年福島記念）
- テイエムトッキュー（1999年カブトヤマ記念）
- ファンドリロバリー（2000年阪神スプリングジャンプ）
- ユーセイシュタイン（2001年京都ジャンプステークス）
- トッププロテクター（2002年北九州記念）
- クーリンガー（2004年佐賀記念、名古屋大賞典　2005年名古屋大賞典、マーチステークス 2006年マーキュリーカップ）
- ゴーイングパワー（2011年兵庫ジュニアグランプリ）

### 受賞歴
- JRA賞最多賞金獲得調教師（2000年）
- JRA賞優秀技術調教師（1999年）
- 優秀調教師賞（関西）4回（1990年、1991年、1999年、2000年）

## 厩舎スタッフ
- 和田竜二（騎手、1996年3月 - 2010年3月）
- 出津孝一（騎手、2010年5月 - 2010年10月　調教助手、2010年10月 - 2018年2月）
- 武田悟（調教助手）[2] [3]
- 鈴木孝志（調教助手、1995年4月 - 2009年2月）
- 西村真幸（調教助手、2005年2月 - 2014年2月）